# Just Like Heaven (película)
Just like Heaven (titulada Ojalá fuera cierto en España y Como si fuera cierto en Hispanoamérica) es una película estadounidense de 2005 dirigida por Mark Waters y protagonizada por Reese Witherspoon y Mark Ruffalo. La película está basada en la novela homónima de Marc Levy.

## Sinopsis
Elizabeth Masterson (Reese Witherspoon), una médica dedicada a su trabajo, prácticamente no tenía tiempo para nada. Cuando su hermana, que tiene dos hijas, le arregla una cita, Elizabeth tiene un accidente automovilístico y queda en coma. Entretanto, un arquitecto paisajista llamado David Abbott (Mark Ruffalo) se muda a San Francisco y, casualmente, al apartamento de Elizabeth, que estaba para alquilar. Cuando David está en el apartamento, el espíritu de Elizabeth lo acosa. Ella no recuerda quién es, quién es su familia, ni qué hizo. Solo recuerda que ese es su apartamento y en qué lugar estaban las cosas. Para terminar con los problemas, David acepta averiguar quién era Elizabeth. Cuando se acercan a descubrir la verdad, comienzan a enamorarse y cuando finalmente lo descubren, se dan cuenta de que el destino los unió.
- Datos: Q75539